# Euromaster Italia
Euromaster è un'azienda multinazionale, parte del gruppo Michelin, specializzata in pneumatici e manutenzione veicoli fondata a Grenoble nel 1994. È presente in Europa in 18 Paesi, Italia inclusa, con oltre 2.500 officine, di cui il 50% in franchise.

## Euromaster in Italia
Il primo centro Euromaster in Italia è stato aperto nel 2010. L’espansione iniziale ha visto la crescita della rete soprattutto nel nord ovest dell’Italia, raggiungendo i 60 centri nel 2011. Nel 2015 la rete si è espansa a 158 centri affiliati fino ad arrivare a 180 centri nel 2017.
Nel 2024 il marchio è presente su tutto il territorio nazionale con oltre 350 centri di assistenza nel nord, centro, sud e nelle isole.

## Euromaster in Europa
Euromaster è presente in 18 paesi europei, tra cui Francia, Germania, Austria, Spagna, Italia, Paesi Bassi, Polonia, Portogallo, Cechia, Romania, Svezia, Svizzera, Turchia, Regno Unito, Lituania e Danimarca.